# Pomarolo
Pomarolo là một đô thị ở Trentino tại vùng Trentino-Nam Tirol của Ý, tọa lạc cách 15 km về phía tây nam của Trento. Tại thời điểm ngày 31 tháng 12 năm 2004, đô thị này có dân số 2.264 người và diện tích là 9,3 km².
Đô thị Pomarolo có các frazioni (đơn vị trực thuộc, chủ yếu là các làng) Chiusole and Savignano.
Pomarolo giáp các đô thị: Cimone, Aldeno, Villa Lagarina, Nomi, Volano và Rovereto.